# خوان اوویدو (بازیکن فوتبال)
خوان اوویدو (انگلیسی: Juan Oviedo؛ زادهٔ ۳۰ آوریل ۱۹۹۳) بازیکن فوتبال اهل آرژانتین است.